# Fighters Destiny
Fighters Destiny, distribuito originariamente in Giappone con il titolo Fighting Cup (ファイティングカップ?, Faitingu Kappu), è un picchiaduro a incontri tridimensionale, pubblicato da Ocean Software e sviluppato da Genki per Nintendo 64. Particolarità del titolo è il sistema di combattimenti a "punti", assegnati a seconda delle mosse effettuate dai giocatori.